# Chapelle-Janson
Chapelle-Janson é uma comuna francesa na região administrativa da Bretanha, no departamento Ille-et-Vilaine. Estende-se por uma área de 27,04 km². Em 2010 a comuna tinha 1 486 habitantes (densidade: 55 hab./km²).